# همان بهتر که بمیرم
همان بهتر که بمیرم (به انگلیسی: Better Off Dead) فیلمی محصول سال ۱۹۸۵ و به کارگردانی ساویج استیو هالند است. در این فیلم بازیگرانی همچون جان کیوسک، کورتیس آرمسترانگ، داین فرانکلین، دیوید اوگدن استایرس، کیم دربی، آماندا ویس، یوجی اوکاموتو، دن اشنایدر، وینسنت شیاولی، تیلور نگرون، ریک رزنتال و الیزابت دیلی ایفای نقش کرده‌اند.